# Bonasila
La rivière Bonasila est un cours d'eau d'Alaska, aux États-Unis située dans la  Région de recensement de Yukon-Koyukuk. C'est un affluent  du fleuve Yukon.

## Description
Longue de 125 milles (201 km), elle coule en direction du sud-est et se jette dans le fleuve Yukon, à 27 milles (43 km) au nord-ouest d'Holy Cross.
Son nom local a été référencé en 1916 par R.H. Sargent de l'United States Geological Survey.

## Affluent
- Stuyahok

## Sources
- (en) « Bonasila », Geographic Names Information System